# Statilia flavobrunnea
Statilia flavobrunnea är en bönsyrseart som beskrevs av Zhang 1984. Statilia flavobrunnea ingår i släktet Statilia och familjen Mantidae. Inga underarter finns listade i Catalogue of Life.